# ジャック・ドニオル＝ヴァルクローズ
ジャック・ドニオル＝ヴァルクローズ（Jacques Doniol-Valcroze、1920年5月15日 パリ - 1989年10月6日 カンヌ）は、フランスのジャーナリスト、映画批評家、映画監督、俳優、脚本家。

## 来歴・人物
- 1920年5月15日、パリに生まれる。
- 1946年、シネモンド（フランス語版）誌の編集部に入り、ジャーナリストとしてのキャリアを始める。
- 同年、ジャン＝ジョルジュ・オリオールが戦前創刊し、廃刊していたラ・ルヴュ・デュ・シネマ誌をオリオールとともに復刊に尽力、新創刊する。翌1947年編集長に就任（1947年 - 1949年）。
- その傍ら、『フランス・オプセルヴァトゥール（フランス語版）』、『レクスプレス（フランス語版）』で、映画批評家として活躍。
- 1949年、アンドレ・バザン、ジャン・コクトー、ロベール・ブレッソン、アレクサンドル・アストリュックとともにシネクラブ「オブジェクティフ49」を設立。
- 同年、第一回呪われた映画祭をビアリッツで開催。
- 1951年4月、バザン、ジョゼフ＝マリー・ロ・デュカ（ジュゼッペ・マリア・ロ・デュカ）とともに『カイエ・デュ・シネマ』を創刊。
- 1955年、『カイエ』創刊5年目にして第16回ヴェネツィア国際映画祭審査員に就任。
- 1958年、長い批評家としてのキャリアの後、38歳にして短編映画を演出。
- 1959年、長編映画『唇(くち)によだれ』を発表。『風の季節（フランス語版）』はロマンティック作風であったが、同作を除いて、一貫して痛烈な色調の作風を指向した。
- 1959年、ピエール・カスト『Le Bel Âge』では主演したほか、映画界で最初のキャリアを築いた後で、テレビ界の俳優としても同様に数多く出演。
- 1964年、第14回ベルリン国際映画祭審査員。
- 1968年、第29回ヴェネツィア国際映画祭審査員。
- 1989年10月6日、南仏カンヌで死去。

## フィルモグラフィ
- 王手飛車取り Le Coup du berger （ジャック・リヴェット、短編、1956年） 出演
- 唇(くち)によだれ L'Eau à la bouche （1959年） 監督 ※監督デビュー長編
- Le Bel Âge （ピエール・カスト, 1959年） 脚本、出演
- Les Surmenés （1960年） 監督
- La Dénonciation （1961年） 監督、脚本
- 不滅の女 L'Immortelle （アラン・ロブ＝グリエ、1963年） 出演
- Vacances portugaises （ピエール・カスト, 1963年） 脚本、出演
- Jean-Luc Godard （1965年） 監督
- Le Viol （1967年） 監督、脚本
- L'Amour c'est gai, l'amour c'est triste （ジャン＝ダニエル・ポレ、1968年） 出演
- アウト・ワン Out 1 : Noli me tangere （ジャック・リヴェット、1970年） 出演
- 流れ者 Le Voyou （クロード・ルルーシュ、1970年） 出演
- 風の季節 La Maison des bories （1970年） 監督
- Une journée bien remplie （ジャン＝ルイ・トランティニャン、1972年） 出演
- ブリュッセル1080、コメルス河畔通り23番地、ジャンヌ・ディエルマン Jeanne Dielman, 23, quai du commerce, 1080 Bruxelles （シャンタル・アケルマン、1975年） 出演
- Une Femme Fatale （1975年）　監督
- さよならエマニエル夫人 Emmanuelle 3 (Good-bye, Emmanuelle) （フランソワ・ルテリエ、1977年） 出演
- Je vais craquer （フランソワ・ルテリエ、1980年）出演
- Les Fiancées De L'Empire （テレビドラマ、1981年）　監督